# Angaeus comatulus
Angaeus comatulus är en spindelart som beskrevs av Simon 1909. Angaeus comatulus ingår i släktet Angaeus och familjen krabbspindlar.
Artens utbredningsområde är Vietnam. Inga underarter finns listade i Catalogue of Life.